# Торрезан, Гиумар
Гиума́р Делфи́на де Норо́нья Торреза́н (порт. Guiomar Delfina de Noronha Torresão; 26 ноября 1844, Лиссабон — 22 октября 1898, там же) — португальская писательница, феминистка, ключевая фигура в освобождении женщин от идеалов среднего класса в Португалии.

## Биография
Гиумар Торрезан была дочерью Жозе Жуакина и Марии ду Карму де Норонья Пинту Торрезан. В 1869 году был опубликован её первый роман «Душа женщины», позднее перепечатанный в феминистском журнале «Женский голос». Опубликовала в 1873 году коллекцию рассказов «Бледные розы» и в 1874 году исторический роман «Семья Альбергария». Была журналистом и переводчиком, её работы включают в себя, помимо романов, драмы, поэзии и книги про путешествия. Писала также под псевдонимами Дофин де Норонья, Габриэл Клавдия, Roseball, Scentelha, Сит и Тон Понсе.
В Лиссабоне есть улица, названная именем Гиумар Торрезан.